# Kingston by Sea
Kingston by Sea är en ort i distriktet Adur, i grevskapet West Sussex, i England. Kingston by Sea var en civil parish fram till 1974. Civil parish hade 5 322 invånare år 1951. Byn nämndes i Domedagsboken (Domesday Book) år 1086, och kallades då Chingestone/Chingestune.